# Gossi
Gossi é uma pequena cidade do Mali. Localiza-se a nordeste de Hombori e a sudeste de Gao. Está situada próxima do lago Mare de Gossi e é cercada por reservas naturais onde vivem grandes manadas de elefantes. Gossi abriga um grande mercado de gado e o pastoreio é sua principal atividade econômica. Desde 1980, Gossi vive um grande crescimento devido a vinda de diversas ONGs para a cidade, transformando-a em um centro regional. Sua população atual é de cerca de 10.000 habitantes.